# Battaglia del Monte Liceo
La battaglia del Monte Liceo fu combattuta tra Sparta e la lega achea nell'estate del 227 a.C., nelle fasi iniziali della guerra cleomenea.

## Antefatti
Il re di Sparta Cleomene III, salito al trono nel 235 a.C. come successore del padre Leonida II, aveva deciso di seguire il progetto riformatore di Agide IV, predecessore del collega Eudamida III e fatto uccidere da Leonida stesso. Per portare a compimento il suo progetto, Cleomene corruppe gli efori per muovere guerra contro la lega achea ed aumentare così il suo prestigio personale e militare dando inizio alla cosiddetta guerra cleomenea (228 a.C.).

## Svolgimento
Poco tempo dopo aver effettuato alcune scorrerie provocatorie in Argolide, nell'estate del 227 a.C. Cleomene intervenne in soccorso degli alleati elei, che erano stati attaccati dalla lega achea. Il re di sparta sorprese l'esercito nemico presso il Monte Liceo (in greco antico: Λύκαιον?, Lùkaoin), situato al confine tra Elide ed Arcadia.
Plutarco racconta che l'attacco spartano fu improvviso, mentre gli Achei si stavano ormai ritirando dall'Elide. La vittoria di Cleomeme fu completa, e le perdite tra le linee achee furono numerose, con parecchi prigionieri caduti in mano spartano. Plutarco testimonia che lo scoraggiamento tra i soldati delle lega fu grande e si era addirittura sparsa la notizia infondata che fosse morto in battaglia lo stesso Arato di Sicione, stratego della lega.

## Conseguenze

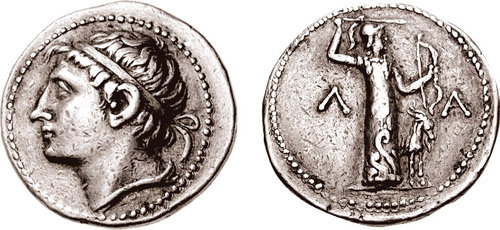
Tetradracma del III secolo a.C. raffigurante Cleomene III.

Nonostante la dura sconfitta, Arato, riuscito a mettersi in salvo in una fuga notturna, riorganizzò rapidamente i superstiti del suo esercito e conquistò a sorpresa Mantinea, alleata di Sparta, quando nessuno se l'aspettava.
Poco tempo dopo (estate del 227 a.C.), l'esercito di Cleomene riuscì di nuovo a sconfiggere gli Achei a Ladocea e successivamente, nel 226 a.C. a Dime, presso Megalopoli.
Le continue sconfitte portarono Arato a cercare l'alleanza del re di Macedonia Antigono III Dosone, che, intervenuto nel 224 a.C. al fianco degli Achei, sconfisse definitivamente Cleomene a battaglia di Sellasia, abbattendo così la millenaria diarchia spartana ed instaurando al suo posto una forma di governo repubblicano.